# Lexikon des Mittelalters
Lexikon des Mittelalters (německy Lexikon středověku) je německojazyčná encyklopedie, která zahrnuje pojmy k dějinám a kultuře středověku. Skládá se z devíti svazků a jednoho svazku rejstříku, které vyšly v prvním vydání v letech 1980–1999.

## Charakteristika
Lexikon obsahuje přes 36 000 hesel, která časově zahrnují období od pozdní antiky do počátku raného novověku, tj. kolem roku 1500, v evropském prostoru s přihlédnutím k Byzanci a arabskému světu. Lexikon vznikl v mezinárodní spolupráci odborníků, hlavní redakci tvořili francouzský diplomatik Robert-Henri Bautier, německá historička Gloria Avella-Widhalm a britský filolog Robert Auty.
Pro studium středověku je obecně považován za nepostradatelný, i když stav výzkumu prvních svazků je již částečně zastaralý.

## Vydání
Svazky 1 (1980) až 6 (1993) vydalo nakladatelství Artemis-&-Winkler-Verlag v Mnichově a Curychu, svazky 7 (1995) až 9 (1998) vyšly v nakladatelství LexMA-Verlag v Mnichově. Svazek rejstříku byl vydán v roce 1999 ve švýcarském Lachenu. V pozdějších vydáních byl rejstřík integrován do devátého svazku.
Lexikon také vyšel v roce 1999 jako Studienausgabe v nakladatelství Metzler-Verlag Stuttgart / Výmar a v roce 2002 jako kapesní vydání u dtv Verlagsgesellschaft. V roce 2000 vyšla digitální verze jako CD-ROM.